# Ramón Carretero
Ramón Carretero Marciags (* 26. November 1990) ist ein ehemaliger panamaischer Straßenradrennfahrer.
Ramón Carretero wurde bereits 2006 im Alter von 15 Jahren Etappendritter bei einem Teilstück der Tour Ciclístico de Panamá. In der Saison 2009 wurde er panamaischer Meister im Einzelzeitfahren der U23-Klasse, er gewann das Eintagesrennen Tanara-Puente de Bayano und er gewann zwei Etappen sowie die Gesamtwertung bei der Tour Ciclístico de Panamá. Im nächsten Jahr wurde Carretero bei der Panamerikameisterschaft Dritter im Einzelzeitfahren der U23-Klasse und bei den Zentralamerikaspielen gewann er die Bronzemedaille beim Zeitfahrwettbewerb. Bei der Tour Ciclístico de Panamá 2010 war er beim Mannschaftszeitfahren, zwei Etappen und der Gesamtwertung erfolgreich.

## Erfolge
2009
- Panamaischer Meister – Einzelzeitfahren (U23)

2010
- Panamerikameisterschaft – Einzelzeitfahren (U23)
- Zentralamerikaspiele – Einzelzeitfahren
- Zentralamerikaspiele – Einzelzeitfahren (U23)

2011
- Panamerikameisterschaft – Einzelzeitfahren (U23)
- Panamaischer Meister – Einzelzeitfahren
- Panamaischer Meister – Einzelzeitfahren (U23)

2012
- Panamaischer Meister – Einzelzeitfahren
- Panamaischer Meister – Einzelzeitfahren (U23)

## Teams
- 2012 Movistar Continental Team
- 2013 Vini Fantini-Selle Italia
- 2014 Neri Sottoli